# Universidade de Heluã
Universidade de Heluã ou Universidade de Helwan (em árabe: جامعة حلوان, fundada em 26 de julho de 1975 é uma Universidade pública, localizada em Heluã, subúrbio da cidade do Cairo, no Egito. Conta com 18 faculdades e 50 centros de Pesquisa.